# Stoczki (powiat sieradzki)
Stoczki – wieś w Polsce położona w województwie łódzkim, w powiecie sieradzkim, w gminie Sieradz.
| SIMC    | Nazwa  | Rodzaj    |
| ------- | ------ | --------- |
| 0713970 | Strugi | część wsi |

Prywatna wieś szlachecka położona była w drugiej połowie XVI wieku w powiecie sieradzkim województwa sieradzkiego. W latach 1975–1998 miejscowość należała administracyjnie do województwa sieradzkiego.
Przez miejscowość przebiega droga wojewódzka nr 480.